# Georges Jamin
Pour les articles homonymes, voir Jamin.
Georges Jamin, né à Bruxelles le 10 avril 1906 et mort à Louvain le 23 février 1971, est un acteur belge. Dans certains génériques, on écrit son nom Jamain (La famille Duraton, le film de 1939, etc).

## Filmographie partielle
- 1932 : L'affaire est dans le sac de Pierre et Jacques Prévert : Le monsieur aux vernis
- 1935 : Un oiseau rare de Richard Pottier : Un montagnard
- 1937 : Le Chemin de Rio de Robert Siodmak : Manuel, le faux policier
- 1937 : Feu ! de Jacques de Baroncelli
- 1938 : L'Ange que j'ai vendu de Michel Bernheim
- 1938 : L'Innocent de Maurice Cammage : "L'as de cœur"
- 1939 : La Famille Duraton de Christian Stengel : Dancel
- 1939 : Jeunes Filles en détresse de Georg Wilhelm Pabst : Le beau-père d'Amélie
- 1942 : Croisières sidérales de André Zwobada : Gustave
- 1942 : L'Homme qui joue avec le feu de Jean de Limur : L'homme douteux
- 1946 : Nuits d'alerte de Léon Mathot
- 1947 : Les Atouts de Monsieur Wens de Émile-Georges De Meyst : Jeff
- 1947 : En êtes-vous bien sûr ? de Jacques Houssin
- 1947 : Les Aventures de Casanova de Jean Boyer : L'officier de police
- 1948 : Passeurs d'or d'Émile-Georges De Meyst
- 1957 : La Roue de André Haguet et Maurice Delbez : Le chef de poste
- 1958 : En votre âme et conscience, épisode : L'Affaire Verkammen de Jean Prat
- 1969 : Jeff de Jean Herman : Peter
- 1971 : Les Lèvres rouges de Harry Kümel : Le policier en retraite